# Мирутс Ифтер
Мирутс И́фтер (Йифтэр, амх. ምሩፅ ይፍጠር; 4 июня или 15 мая 1944, Асмара или Адди-Грат, Эфиопия — 23 декабря 2016) — эфиопский бегун на длинные дистанции. Двукратный чемпион летних Олимпийских игр в Москве (1980).

## Спортивная карьера
В молодости работал водителем в различных компаниях. Его талант бегуна на длинные дистанции раскрылся, когда он служил в эфиопских ВВС.
Бронзовый призёр Олимпийских игр в Мюнхене (1972) на дистанции 10 000 метров. Он также вышел в финал в забеге на 5000 метров, но пропустил его из-за опоздания к началу соревнований.
В 1973 году он выиграл золото на 5000 метров и серебро на 10 000 метров на Панафриканских играх Лагосе. Бойкот Эфиопии, которая присоединилась к другим африканским странам, не позволил ему участвовать в Олимпийских играх 1976 года в Монреале. Двукратный чемпион Африки 1979 года в Дакаре на дистанциях 5000 и 10 000 метров.
Двукратный олимпийский чемпион Игр в Москве (1980) на дистанциях 5000 метров и 10 000 метров.
Победитель Спартакиады народов СССР 1979 года на 5000 и 10 000 м.
Пропустил Олимпийские игры 1976 года из-за бойкота Африканских стран. На кубке мира 1977 года стал победителем на дистанциях 5000 и 10 000 метров.
На московской Олимпиаде одной из загадок стал истинный возраст бегуна: по разным данным ему было от 33 до 42 лет. Ифтер на один из вопросов об этом ответил: «Люди могут украсть моих цыплят, люди могут украсть мою овцу, но никто не украдёт мои года».
В 1990 годах переехал в Канаду, где работал тренером по легкой атлетике.
Был знаменосцем Эфиопии на летних Олимпийских играх в Пекине (2008).

## Выступления на соревнованиях
| Год  | Соревнования             | Город       | Дата       | Дистанция                  | Результат | Место | Видео/Фото/ Кинограмма |
| ---- | ------------------------ | ----------- | ---------- | -------------------------- | --------- | ----- | ---------------------- |
| 1977 | Кубок мира               | Дюссельдорф | 4 сентября | 5000 м                     | 13.13,8   | I     |                        |
| 1977 | Кубок мира               | Дюссельдорф | 2 сентября | 10 000 м                   | 28.32,3   | I     |                        |
| 1979 | Кубок мира               | Монреаль    | 26 августа | 5000 м                     | 13.35,9   | I     |                        |
| 1979 | Кубок мира               | Монреаль    | 24 августа | 10 000 м                   | 27.53,1   | I     |                        |
| 1981 | Чемпионат мира по кроссу | Мадрид      | 28 марта   | 12 км (личный зачёт)       | 35.42     | 5     |                        |
| 1981 | Чемпионат мира по кроссу | Мадрид      | 28 марта   | 12 км (командный зачёт)    | 81        | I     |                        |
| 1982 | Чемпионат мира по кроссу | Рим         | 21 марта   | 11 978 м (личный зачёт)    | 34.36     | 16    |                        |
| 1982 | Чемпионат мира по кроссу | Рим         | 21 марта   | 11 978 м (командный зачёт) | 98        | I     |                        |
| 1983 | Чемпионат мира по кроссу | Гейтсхед    | 20 марта   | 11 994 м (личный зачёт)    | 38.37     | 67    |                        |

| Год  | Чемпионат       | Город    | Дистанция | Дата       | Результат | Место |
| ---- | --------------- | -------- | --------- | ---------- | --------- | ----- |
| 1975 | США в помещении | Нью-Йорк | 3 мили    | 28 февраля | 13.07,6   | I     |

### Комментарии
1. 1 2  Состав команды: Мохамед Кедир — 2, Гирма Берхану — 7, Дерье Неди[англ.] — 13, Кебеде Балча — 14, Мирутс Ифтер — 15, Эшету Тура — 30
2. 1 2  Состав команды: Мохамед Кедир — 1, Эшету Тура — 6, Водайо Булти — 12, Мирутс Ифтер — 16, Хана Гирма — 28, Дерье Неди[англ.] — 35
3. ↑  По другим данным 1 января 1938 года